# おにいさんずラブ LOVE HOUSE
おにいさんずラブ LOVE HOUSEは、みつきときょーたによる日本の男性２人組カップルYouTuber。
大阪を拠点に、実際にルームシェアしている様子を発信している。

## 概要
おにいさんずラブ LOVE HOUSEは、2024年4月に開設された日本のYouTubeチャンネルで、BLコンテンツのドラマを中心に動画投稿をしている。特にTikTokやInstagramなどSNSでの動画の切り抜きが拡散されたことをきっかけに注目が高まり、チャンネル登録者数が急増。
2025年にはファンとの交流を深めるためオフ会を大阪と埼玉で開催。同年、オンラインサロンも開設。
おにいさんずラブは略して「おにラブ」と呼ばれることが多く、ファンのことは「おにラブを愛する人」という意味で「おにラバ」と呼称されている。SNS上でも「#おにラブ」「#おにラバ」といったハッシュタグが使われ、ファンコミュニティが形成されている。

## 来歴
2023年
- 大阪のNSC46期[3]として出会う。みつきが体調を崩した際にした病みツイート[4]にきょーたが反応したことがきっかけで友達になる。

2024年
- 4月11日、YouTubeチャンネル「おにいさんずラブ LOVE HOUSE」を開設[1]。大阪でルームシェアをするみつき、きょーた、こーきの3人によってスタートした。
- 10月、こーき脱退。
- 11月4日、チャンネル登録者数1万人達成。
- 12月31日、チャンネル登録者数5万人達成。

2025年
- 2月28日 - 3月1日、大阪にてオフ会・ポップアップ・Barを開催[5]。
- 3月7日、みつきがお酒の酔い・発熱・腹痛・ストレスを重ね、嘔吐と下痢を引き起こし救急車で運ばれる。その際にきょーたに送ったボイスメッセージでは救急車を間違えて「しょーぼーしゃっ」と言っていた[6]。
- 3月15日、チャンネル登録者10万人達成。
- 3月18日、きょーた22歳の誕生日に「#きょーたの誕生日」がXの日本のトレンドランキング2位。電気代を払い忘れ電気が止まるというポンコツプリンセスぶりを発揮[7]。
- 4月25日 - 29日、オフ会の関東(埼玉)公演開催[8]。「#おにたま」というイベント専用ハッシュタグが案内され、参加者を中心に感想や写真が多数投稿された。
- 5月8日、きょーたが動画の撮影開始ボタンを押し忘れるというポンコツプリンセスぶりに「#ポンプリ」がXの日本のトレンドランキング7位。
- 6月14日、チャンネル登録者数15万人達成。
- 6月26日、YouTubeチャンネルを休止[9]。
- 6月27日、オンラインサロン「おにサブ」を開設[2]。ドラマ、ブログ、オフショットなど毎日投稿を行っている。
- 7月16日、『モデルプレスカウントダウン 2025年上半期YouTube&TikTokクリエイター影響力トレンドランキング』の「カップル・夫婦系YouTube影響力トレンドTOP10」にてランクイン[10]。

## メンバー
みつき
本名：久家光樹（くげ みつき）
生年月日：2004年12月17日
出身地：栃木県
身長：178cm
血液型：B型
メンバーカラー：黄
きょーた
本名：藤田恭大（ふじた きょうた）
生年月日：2003年3月18日
出身地：山形県
身長：180cm
血液型：A型
メンバーカラー：紫
まーちゃん
本名：非公開
犬種：マルチーズ×チワワのミックス

## イベント
- おにいさんずラブ登録者50,000人記念オフ会&ポップアップ&Bar（2025年2月28日 - 3月1日、KuRaGe心斎橋ライブハウス、ギャラリーキャナル長堀、Barうさぎ）

- おにいさんずラブ登録者50,000人記念オフ会［関東公演］（2025年4月25日 - 29日、彩の国さいたま芸術劇場 映像ホール）